# Hernan Chaimovich
Hernan Chaimovich Guralnik (Santiago do Chile, 1939) é um cientista e bioquímico naturalizado brasileiro. É membro titular da Academia Brasileira de Ciências desde 1989 e professor emérito do Instituto de Química da Universidade de São Paulo. Foi presidente do CNPq entre 2015 e 2016.

## Carreira
Chaimovich se formou em Bioquímica na Universidad de Chile em 1962. Em 1969, recebeu uma bolsa FAPESP e se mudou para o Brasil. Concluiu seu doutorado em Ciências Biológicas em 1979, pela USP. Em 1985 se tornou professor titular do Departamento de Bioquímica do Instituto de Química da USP (IQUSP).
Participou da criação do curso de graduação em Ciências Moleculares da USP, e foi coordenador dele por quatro anos. Também participou da criação de um Curso Interdisciplinar de Pós-Graduação em Biotecnologia. Foi Diretor da Associação de Docentes da Universidade de São Paulo (ADUSP), diretor do Instituto de Química (IQ-USP), membro do Conselho Universitário da USP por quase 20 anos, e pró-reitor de Pesquisa da USP entre 1997 e 2001.
É membro da Sociedade Brasileira de Bioquímica e Biologia Molecular, e foi presidente dela em 1994. É fellow da American Association for the Advancement of Science. Foi vice-presidente da Academia Brasileira de Ciências e do International Council for Science, e presidente da InterAmerican Network of Academies of Science.
Foi também presidente do CNPq entre 2015 e 2016. Em fevereiro de 2015, pouco após assumir a presidência, afirmou que pesquisa básica, tecnológica e inovação são essenciais para o desenvolvimento do país, e que iria tentar resgatar os princípios da lei que criou o conselho em 1951, de que o CNPq poderia ser "fonte de cultura, de formação de pessoal e de desenvolvimento do Brasil". Afirmou também que muitas vezes pesquisadores gastam muito tempo para "resolver problemas administrativos e burocráticos".
Em abril de 2016, com a diminuição do orçamento do Ministério da Ciência, Tecnologia e Inovação (MCTI), o CNPq foi obrigado a suspender a concessão de bolsas no exterior. Na época, Chaimovich declarou que havia verba o suficiente para pagar todas as bolsas em vigor, mas não para conceder mais bolsas. Saiu do cargo em outubro de 2016, por motivos de saúde, sendo sucedido por Mário Neto Borges.
Em 2019, assinou uma carta junto com outros seis ex-presidentes do CNPq sobre os perigos do corte no orçamento do órgão. Também escreveu para o Jornal da Ciência contrário à proposta de fusão do CNPq com a CAPES, do Ministério da Educação.
Em 2025 publicou um livro "Um sonho: Ciência e Tecnologia como fontes de desenvolvimento"

## Prêmios
Em 1995, recebeu a Ordem Nacional do Mérito Científico, na classe de Comendador.
2018 - TWAS ROLAC Prize for Science Diplomacy, Academia Mundial de Ciências, TWAS.
2016 - Medalha Mérito Tamandaré, Marinha do Brasil. 
2016 - Ordem do Mérito Naval, Marinha do Brasil. 
2015 - Professor Emérito, Instituto de Química da USP. 
2015 - Doctor Honoris Causa, Universidad de Chile. 
2014 - Doctor Honoris Causa, Universidad de la Frontera, Temuco, Chile. 
2012 - Membro Titular, Academia de Ciências do Estado de São Paulo. 
2010 - Socio Honorario, Sociedad Científica del Paraguay. 
2010 - Commandeur dans l´Ordre des Palmes Académiques, Premier Ministre, França. 
2010 - Académico Correspondiente, Academia de Ciencias Médicas, Físicas y Naturales de Guatemala. 
2009 - Premio Scopus, Editora Elsevier.
2009 - Homenagem, Câmara Municipal de São Paulo. 
2006 - Medalha TWAS, Academia de Ciências do Mundo em Desenvolvimento (TWAS). 
2005 - Medalha Butantan, Governo do Estado de São Paulo. 
2004 - Conferência PABMB, Panamerican Association of Biochemistry and Molecular Biology. 
2002 - Membro Correspondente, Academia de Ciencias de Chile. 
2000 - Ordem Nacional ao Mérito Científico, Gran Cruz, Ordem Nacional do Mérito Científico. 
2000 - Fellow, Third World Academy of Sciences, TWAS. 
1996 - Prêmio Rheinboldt-Hauptmann, Instituto de Química-USP, Instituto de Química-USP, RHODIA. 
1995 - Ordem Nacional do Mérito Científico, na classe de Comendador. 
1995 - Membro Titular, Academia de Ciencias de la América Latina. 
1995 - Fellow, American Association for the Advancement of Science. 
1989 - Membro Titular, Academia Brasileira de Ciências/ABC.

## Livros Publicados
Em 2025 publicou um livro "Um Sonho:Ciência e Tecnologia como fontes de desenvolvimento"